# Jean Chapot
Jean Chapot (15 de novembro de 1930, Bois-Guillaume, Seine-Maritime, França — 10 de abril de 1998, Neuilly-sur-Seine, Hauts-de-Seine, França) foi um cineasta, produtor de cinema e roteirista francês.

## Ligações Externas
- Jean Chapot no IMDB